# Andrés Iniesta Luján
Andrés Iniesta Luján (castellà: Andrés Iniesta lujan)  (Fuentealbilla, 11 de maig de 1984) és un futbolista manxec ja retirat, que va jugar la major part de la seva carrera amb el Futbol Club Barcelona. Els seus darrers equips foren el Vissel Kobe i l'Emirates CSC. La seva polivalència li permet d'ocupar altres demarcacions a la davantera de l'equip. És el futbolista espanyol amb més títols de la història, amb 35, i el segon jugador amb més títols guanyats amb la samarreta del Barça, amb 32, només per darrere de Lionel Messi.
Ha desenvolupat la major part de la seva carrera al FC Barcelona i a la selecció espanyola, equips dels quals va ser capità. És el futbolista espanyol més llorejat de la història amb un total de 39 títols oficials i àmpliament considerat com un dels millors futbolistes del món de la seva generació i un dels millors centrecampistes de la història del futbol.
La seva formació com a futbolista va començar amb vuit anys en les categories inferiors de l'Albacete Balompié. Després d'una destacada actuació al torneig nacional aleví, va fitxar als dotze anys pel FC Barcelona, traslladant la seva residència a «La Masia». El 2002 va debutar a primera divisió amb el primer equip blaugrana, amb el qual jugà 16 temporades (2002–2018) i conquistà 32 títols com a barcelonista: nou de La Lliga, sis de la Copa del Rei, set de la Supercopa d'Espanya, quatre de Lliga de Campions de la UEFA, tres de la Supercopa d'Europa i tres de la Copa Mundial de Clubs de la FIFA. Centrecampista amb una tècnica extraordinària, olfacte de gol i gran assistent, va jugar 674 partits oficials amb el FC Barcelona, marcant 57 gols i enllaçant 139 assistències de gol, convertint-se en un dels jugadors més importants de la història del club. És, a més, el quart jugador amb més partits a la història del Barcelona, només per darrere de Sergio Busquets, Xavi Hernández i Lionel Messi.

## Trajectòria esportiva

### Albacete Balompié
Andrés Iniesta, amb vuit anys, va ser inscrit a les proves d'accés de les categories inferiors de l'Albacete Balompié. Després de superar aquestes proves, va ingressar al primer equip de benjamins del club manxec.
Al juny de 1996, amb dotze anys, va participar amb l'Albacete, en el Torneig Nacional Aleví disputat a Brunete, que reunia als equips alevins dels planters dels 22 clubs de primera divisió. Després de la seva destacada actuació al torneig, els dos grans clubs de l'Estat espanyol van intentar el seu fitxatge.] Finalment, va ser el Barcelona qui va incorporar el jugador el setembre d'aquell mateix any, traslladant-se a «La Masia», residència de formació del planter barcelonista.

### FC Barcelona

#### 2002-08

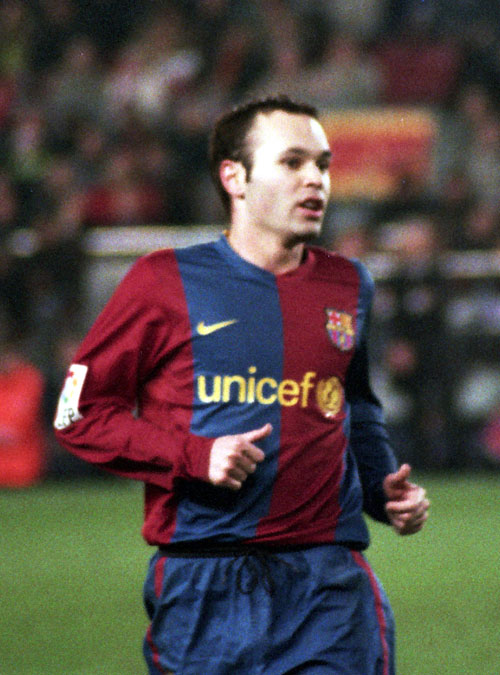
Andrés Iniesta el 2006.

L'any 1996, quan tenia 12 anys, va fitxar pel Barça, després de destacar en el torneig infantil de Brunete com a jugador de l'Albacete i des del principi va tenir una gran progressió. Va militar dues temporades al Barça B fins que, la temporada 2002-2003, Van Gaal el va fer debutar en un partit de la Lliga de Campions.
Durant dues temporades, la 2002-2003 i la 2003-2004, va combinar partits amb el Barça B i alguns amb el primer equip.
La temporada 2004-2005 va passar a formar part definitivament de la plantilla del primer equip i va participar activament en la consecució del títol de campió de la lliga espanyola de futbol. Tot i que no va ser titular habitual en l'onze de Frank Rijkaard, acostumava a ser el primer jugador a sortir al camp en les segones parts. De fet, tan sols es va perdre un partit de lliga i va ser el jugador de la plantilla que va disputar més partits, juntament amb Samuel Eto'o.
El 17 de maig de 2006, durant la temporada 2005-2006, va participar en la final de la Lliga de Campions per primera vegada. La seva actuació va ser important perquè l'equip aconseguís aquest títol per segona vegada en la seva història.

#### 2008-09
Des de la temporada 2007-2008, porta el dorsal número 8, en comptes del número 24, prova de la seva major importància a l'equip. Aquest número l'havia portat moltes vegades abans en categories inferiors al futbol base del FC Barcelona, però com que a la seva arribada al primer equip aquest dorsal ja estava ocupat pel futbolista francès Ludovic Giuly no va poder continuar amb el 8.
El dia 6 de maig de 2009, a la tornada de les semifinals de l'European Champions League al camp de Stamford Bridge, Iniesta va fer un gran gol, colpejant l'esfèrica des de fora l'àrea a passada de l'argentí Lionel Messi en el minut 93', que posava l'empat al marcador (1-1) i proporcionava la classificació de l'equip barceloní per a la final de la competició el 27 de maig del 2009, a l'Estadi Olímpic de Roma contra el Manchester United FC. Aquesta final va tenir el Barça com a vencedor (2-0), i Iniesta va firmar un gran partit, entrant així a la història com un dels membres destacats del "Barça del Triplet".
L'1 de desembre va quedar en 4t lloc en la classificació de la Pilota d'Or, el premi que atorga la revista France Football al millor jugador del món. Andrés va quedar per darrere de Messi, el guanyador, Cristiano Ronaldo i Xavi Hernández. Amb aquesta concessió es reafirma com un dels millors jugadors del món juntament amb els seus companys d'equip.

#### 2009-10
La temporada 2009-2010, comença lesionat, encara fruit de la lesió que quasi li impedeix jugar la final de la Champions League, i no pot participar en els dos primers títols de l'any que aconsegueix el club blaugrana, la Supercopa d'Espanya contra l'Athletic Club (5-1 en el total), i la Supercopa d'Europa contra l'FC Xakhtar Donetsk (1-0), a Mònaco. Però sí que forma part de l'equip que viatja a Abu Dhabi per lluitar pel Mundialet de Clubs. Tot i no tenir una actuació molt destacada, el Barça aconsegueix el títol a la final davant l'Estudiantes (2-1), entrant així a la història en ser el primer club a aconseguir els 6 títols en joc. Iniesta també entra a la història com a membre important del "Barça de les Sis Copes", o el Barça d'en Pep.

#### 2010-11
El 10 de gener de 2011 es va lliurar el premi FIFA Pilota d'Or 2010, en què Iniesta va ser el segon classificat (Baló de Plata), per darrere de Lionel Messi i va ser inclòs a l'onze ideal. Aquella temporada acabaria guanyant la seva cinquena Lliga espanyola i la tercera Lliga de Campions amb el Barça.

#### 2011-12
El 17 d'agost del 2011 va marcar el primer gol del partit de tornada de la final de la Supercopa d'Espanya contra el Reial Madrid, que va acabar amb una victòria per 3-2. El 25 de maig de 2012 va conquistar la seva segona Copa del Rei com a jugador del Futbol Club Barcelona, si bé va ser la primera final que guanyava ja que la de 2009 no la va poder disputar per lesió.

#### 2012-13
El 30 d'agost del 2012 va ser elegit millor jugador d'Europa de la UEFA de la temporada 2011-12, imposant-se a Lionel Messi i Cristiano Ronaldo.

#### 2013-14
El 19 de desembre del 2013 va renovar amb el FC Barcelona perllongant el seu contracte fins al 2018.

#### 2014-15
Iniesta va capitanejar amb regularitat el Barça al llarg de la temporada, que va acabar amb la conquesta del segon triplet, marcant tres vegades durant la campanya de Copa del Rei de l'equip i participant en 42 partits. Andrés va ser elegit millor jugador de la final de la Lliga de Campions guanyada a la Juventus (3-1), en què va assistir al primer gol d'Ivan Rakitić.

#### 2015-16
La temporada 2015-16, Iniesta va passar a ser el primer capità del Futbol Club Barcelona. Va començar l'11 d'agost de 2015, amb la victòria 5–4 davant el Sevilla FC a la Supercopa d'Europa, sent el primer trofeu que el jugador manxec alçava com a capità. El 20 de desembre de 2015 van aconseguir el segon títol, la Copa Mundial de Clubs, després de la victòria a la final per 3–0 davant el River Plate de l'Argentina.
El 14 de maig de 2016, a l'última jornada del campionat, es van fer amb «La Lliga», la vuitena a la carrera del manxec, igualant les 8 aconseguides per Xavi, Camacho, Di Stéfano i Sanchís. El 22 de maig de 2016, van consumar el doblet en imposar-se al Sevilla FC a la final de La Copa, en què Iniesta va ser nomenat jugador del partit.

#### 2016-17
Iniciant la temporada, Iniesta va guanyar la Supercopa d'Espanya amb el Barça, encara que no va poder jugar la tornada al Camp Nou per lesió. El 27 de maig va guanyar la seva tercera Copa del Rei consecutiva, després de vèncer el Deportivo Alabès per 3-1.

#### 2017-18
L'octubre del 2017 va signar un contracte vitalici amb el club català. El 21 d'abril del 2018 va guanyar la Copa del Rei després d'una meritòria victòria per 5 a 0 davant el Sevilla, amb gol inclòs, guanyant el seu títol número 31 amb l'equip català.
El 27 d'abril del 2018 va anunciar la seva marxa del FC Barcelona, després de 22 anys al club. El 29 d'abril es va proclamar campió de Lliga, per novena vegada, a l'Estadi de Riazor després de vèncer (2-4) el Deportivo.
El 20 de maig del 2018 va tancar el seu cicle com a blaugrana davant de la Reial Societat on el Barça va guanyar 1-0 amb gol de Philippe Coutinho. Andrés va ser substituït als 81 minuts de joc per Paco Alcácer.

### Vissel Kobe

#### 2018
El 24 de maig de 2018 va ser presentat com a nou jugador del Vissel Kobe de la J1 League, que havia començat al mes de febrer. Aquest traspàs el convertiria en un dels futbolistes més ben pagats del món segons la revista Forbes.
El 27 de juliol de 2018 va fer el seu debut amb Vissel Kobe, al Noevir Stadium Kobe a la jornada disset de la J1 League, jugant mitja hora de partit en una derrota per zero a tres davant Shonan Bellmare. A la ciutat de Kobe es va ajuntar amb un altre campió del món com l'alemany Lukas Podolski.
L'11 d'agost va marcar el seu primer gol amb Vissel Kobe a la jornada vint-i-un en la victòria davant Júbilo Iwata, Iniesta va marcar el primer gol del partit. El 22 d'agost va fer el seu debut a la Copa de l'Emperador jugant trenta-quatre minuts de la quarta ronda, i va caure eliminat davant el Sagan Tosu 3-0 de l'espanyol Fernando Torres. Va finalitzar la seva primera temporada quedant desè classificat en lliga i disputant quinze partits, marcant 3 gols i aconseguint 3 assistències.

#### 2019
El 21 de desembre de 2019 va disputar la semifinal de la Copa de l'Emperador al Noevir Stadium Kobe, aconseguint un gol i la passada a la seva primera final amb Vissel Kobe, sortint de titular i sent capità de l'equip en una victòria per tres a un sobre Shimizu S-Premeu. L'1 de gener va jugar la seva primera final amb el club japonès a l'Estadi Olímpic de Tòquio (2019), sent titular i capità de l'equip que va conquistar la Copa de l'Emperador 2019 per primera vegada en la seva història amb una victòria per dos a zero sobre el Kashima Antlers.
Iniesta, va acabar aquesta temporada obtenint un vuitè lloc en lliga i disputant un total de 25 partits, marcant set gols i donant sis assistències, i aixecant el seu primer títol com a capità amb el conjunt nipó.

#### 2020
El 8 de febrer de 2020 va jugar la seva segona final i es va consagrar campió sent capità de la Supercopa del Japó 2020 a l'Estadi Saitama 2002 davant Yokohama F. Marinos per cinc a sis a la tanda de penals després d'empatar a tres els noranta minuts de reglamentaris.
El 2 de setembre va jugar vint minuts als quarts de final de la Copa J. League entrant en substitució de Sergi Samper, caient eliminat per zero a sis davant el Kawasaki Frontale.
El 19 de febrer va fer el seu debut en competició internacional amb l'equip japonès sortint de titular com a capità en una victòria per zero a un davant Suwon Bluewings sud- coreà a la Lliga de Campions de l'AFC. Va marcar el seu primer gol en una victòria per un a tres de vissel davant el Guangzhou Evergrande de la República Popular de la Xina. L'equip va arribar fins a les semifinals de la competició a la primera participació de la seva història, caient eliminat davant el campió del torneig, el club sud-coreà d'Ulsan Hyundai. Iniesta es va perdre el partit de la semifinal per una lesió.

#### 2021
L'11 de maig de 2021 va renovar pel club nipó fins al 2023.

#### 2023
L'1 de juliol de 2023 va jugar el seu darrer partit al Vessel Kobe, acabant així una etapa al Japó amb 134 partits jugats i 26 gols.

### Emirates Club
El 9 d'agost de 2023 fitxa per l'Emirates Club dels Emirats Àrabs Units.

## Selecció espanyola
A la Copa del Món a Sud-àfrica 2010, Andrés va ser novament convocat, essent titular en tots els partits de la selecció d'Espanya, amb la qual va fer 2 gols, un a Xile i l'altre a la gran final contra Holanda, decisiu per tal que Espanya es proclamés campiona del món. A més, en aquest últim partit de la copa del món, li va dedicar el seu gol al seu amic Daniel Jarque, mort un any abans d'un atac de cor. Ambdós fets van fer que se li atorgués posteriorment, l'agost de 2011, el premi Marca Leyenda.
El 27 de maig de 2013, entrà a la llista de 26 preseleccionats per Vicente del Bosque per disputar la Copa Confederacions 2013, i posteriorment el 2 de juny, entrà a la llista definitiva de convocats per aquesta competició.
El 31 de maig de 2014 entrà a la llista de 23 seleccionats per Vicente del Bosque per participar en la Copa del Món de Futbol de 2014; aquesta serà la seva tercera participació en un mundial. En cas que la selecció espanyola, la campiona del món del moment, guanyés novament el campionat, cada jugador cobraria una prima de 720.000 euros, la més alta de la història, 120.000 euros més que l'any anterior.

## Palmarès

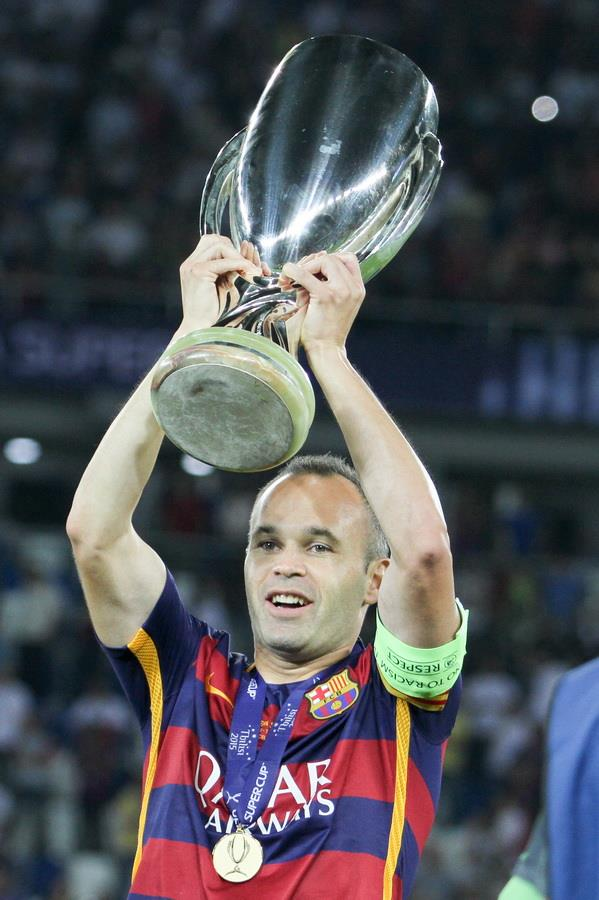
Iniesta aixeca la Supercopa d'Europa 2015.

Iniesta és, amb 38 títols, el jugador del Barça (i de l'estat espanyol) amb més títols assolits en tota la història.

### FC Barcelona
- Lligues de Campions (4): 2005-06, 2008-09, 2010-11, 2014-15[12]
- Lligues espanyoles (9): 2004-05, 2005-06, 2008-09, 2009-10, 2010-11, 2012-13,[13] 2014-15,[14] 2015-16[15] i 2017-18[16]
- Supercopes d'Espanya (7): 2005, 2006, 2009, 2010, 2011, 2013 i 2016[17]
- Copes del Rei (6): 2008-09, 2011-12, 2014-15[18] 2015-16[19] 2016-17[20] i 2017-18[21]
- Supercopes d'Europa (3): 2009, 2011,[22] i 2015[23]
- Campionats del Món de Clubs de futbol (3): 2009, 2011[24] i 2015[25][26]

### Vissel Kobe
- Lliga japonesa (1): 2023
- Copa de l'Emperador (1): 2019
- Supercopa japonesa (1): 2020

### Selecció espanyola
- Copa del Món (1): 2010
- Eurocopes (2): 2008 i 2012
- Eurocopa sub-16 (1): 2001
- Eurocopa sub-19 (1): 2002

### Individual
- Millor jugador UEFA 2011-2012[27]
- Millor Jugador de l'Eurocopa 2012[28]
- Equip Ideal de l'Eurocopa 2012
- 3 Premis Castrol Jugador del Partit EURO 2012.
- Premi Carlsberg Jugador del Partit de semifinals de l'EURO 2008 disputat contra Rússia el dia 26 de juny de 2008.
- Escollit membre de l'«Equip ideal UEFA All-Star» de l'EURO 2008.
- Medalla d'Or en els Premis i Distincions al Mèrit Esportiu de C-LM 2009
- Inclòs en l'equip ideal FIFA/FIFPro 2009
- Inclòs en l'Onze ideal de la UEFA 2009
- 4a posició a la Pilota d'Or 2009
- Onze de bronze 2009
- Escollit Millor Jugador del Partit per la FIFA en la trobada de la Fase de Grups davant Xile al Mundial Sud-àfrica 2010 disputat el 28 de juny.
- Escollit Millor Jugador del Partit per la FIFA en la trobada de Quarts de final contra el Paraguai al Mundial Sud-àfrica 2010 disputat el 3 de juliol.
- Escollit Millor Jugador del Partit per la FIFA a la final del Mundial Sud-àfrica 2010 disputat l'11 de juliol.
- Premi Don Balón de millor jugador espanyol de la lliga 2010
- Millor esportista espanyol premi El Mundo Deportivo 2010
- 2a posició a la FIFA Pilota d'Or 2010
- Inclòs en l'onze ideal de la FIFA Pilota d'Or 2010
- Marca Leyenda agost 2011
- Escollit Millor Jugador de la Final de la Supercopa d'Europa 2011, partit disputat el 26 d'agost.
- Medalla d'Or del Reial Orde del Mèrit Esportiu: 2011[29][30]

## Estadístiques

### Equip
A final de carrera esportiva
| Club | Temporada     | Div.          | Lliga   | Lliga | Lliga  | Copa del rei (1) | Copa del rei (1) | Copa del rei (1) | Internacional (2) | Internacional (2) | Internacional (2) | Altres (3)    | Altres (3)    | Altres (3)    | Total (4) | Total (4) | Total (4) |
| Club | Temporada     | Div.          | Partits | Gols  | Assist | Partits          | Gols             | Assist           | Partits           | Gols              | Assist            | Partits       | Gols          | Assist        | Partits   | Gols      | Assist    |
| --- | ------------- | ------------- | ------- | ----- | ------ | ---------------- | ---------------- | ---------------- | ----------------- | ----------------- | ----------------- | ------------- | ------------- | ------------- | --------- | --------- | --------- |
| F.C. Barcelona "B" · Espanya | 2000–01       | 2.ª B         | 10      | -     | ?      | -                | -                | -                | Inaccessibles     | Inaccessibles     | Inaccessibles     | Inaccessibles | Inaccessibles | Inaccessibles | 10        | 0         | ?         |
| F.C. Barcelona "B" · Espanya | 2001–02       | 2.ª B         | 30      | 2     | ?      | -                | -                | -                | Inaccessibles     | Inaccessibles     | Inaccessibles     | Inaccessibles | Inaccessibles | Inaccessibles | 30        | 2         | ?         |
| F.C. Barcelona "B" · Espanya | 2002–03       | 2.ª B         | 14      | 3     | ?      | -                | -                | -                | Inaccessibles     | Inaccessibles     | Inaccessibles     | Inaccessibles | Inaccessibles | Inaccessibles | 14        | 3         | ?         |
| F.C. Barcelona "B" · Espanya | Total club    | Total club    | 54      | 5     | ?      | 0                | 0                | 0                | 0                 | 0                 | 0                 | 0             | 0             | 0             | 54        | 5         | ?         |
| FC Barcelona · Espanya | 2002–03       | 1a            | 6       | -     | 1      | -                | -                | -                | 3                 | -                 | -                 | -             | -             | -             | 9         | 0         | 1         |
| FC Barcelona · Espanya | 2003–04       | 1a            | 11      | 1     | 3      | 3                | 1                | -                | 3                 | -                 | 1                 | -             | -             | -             | 17        | 2         | 4         |
| FC Barcelona · Espanya | 2004–05       | 1a            | 37      | 2     | 3      | 1                | -                | -                | 8                 | -                 | 2                 | -             | -             | -             | 46        | 2         | 5         |
| FC Barcelona · Espanya | 2005–06       | 1a            | 33      | -     | 4      | 4                | -                | -                | 11                | 1                 | 2                 | 1             | -             | -             | 49        | 1         | 6         |
| FC Barcelona · Espanya | 2006–07       | 1a            | 37      | 6     | 5      | 6                | 1                | 1                | 8                 | 2                 | -                 | 5             | -             | 1             | 56        | 9         | 7         |
| FC Barcelona · Espanya | 2007–08       | 1a            | 31      | 3     | 6      | 7                | -                | -                | 11                | 1                 | 1                 | -             | -             | -             | 49        | 4         | 7         |
| FC Barcelona · Espanya | 2008–09       | 1a            | 26      | 4     | 13     | 6                | -                | 1                | 11                | 1                 | 3                 | -             | -             | -             | 43        | 5         | 17        |
| FC Barcelona · Espanya | 2009–10       | 1a            | 29      | 1     | 5      | 3                | -                | 2                | 9                 | -                 | 1                 | 1             | -             | 1             | 42        | 1         | 9         |
| FC Barcelona · Espanya | 2010–11       | 1a            | 34      | 8     | 4      | 5                | -                | 3                | 10                | 1                 | 7                 | 1             | -             | 1             | 50        | 9         | 15        |
| FC Barcelona · Espanya | 2011–12       | 1a            | 27      | 2     | 10     | 6                | 2                | 1                | 8                 | 3                 | 1                 | 5             | 1             | -             | 46        | 8         | 12        |
| FC Barcelona · Espanya | 2012–13       | 1a            | 31      | 3     | 16     | 5                | 2                | 3                | 10                | 1                 | 1                 | 2             | -             | 2             | 48        | 6         | 22        |
| FC Barcelona · Espanya | 2013–14       | 1a            | 35      | 3     | 9      | 6                | -                | 1                | 9                 | -                 | 3                 | 2             | -             | -             | 52        | 3         | 13        |
| FC Barcelona · Espanya | 2014–15       | 1a            | 24      | -     | 1      | 7                | 3                | 2                | 11                | -                 | 5                 | -             | -             | -             | 42        | 3         | 8         |
| FC Barcelona · Espanya | 2015–16       | 1a            | 28      | 1     | 2      | 4                | -                | 1                | 7                 | -                 | -                 | 5             | -             | 1             | 44        | 1         | 4         |
| FC Barcelona · Espanya | 2016–17       | 1a            | 23      | -     | 3      | 5                | -                | -                | 8                 | 1                 | 2                 | 1             | -             | -             | 37        | 1         | 5         |
| FC Barcelona · Espanya | 2017–18       | 1a            | 30      | 1     | 2      | 5                | 1                | -                | 8                 | -                 | 2                 | 1             | -             | -             | 44        | 2         | 4         |
| FC Barcelona · Espanya | Total club    | Total club    | 442     | 35    | 87     | 73               | 10               | 15               | 135               | 11                | 31                | 24            | 1             | 6             | 674       | 57        | 139       |
| Vissel Kobe · Japó | 2018          | 1a            | 14      | 3     | 3      | 1                | -                | -                | -                 | -                 | -                 | -             | -             | -             | 15        | 3         | 3         |
| Vissel Kobe · Japó | 2019          | 1a            | 23      | 6     | 6      | 2                | 1                | -                | -                 | -                 | -                 | -             | -             | -             | 25        | 7         | 6         |
| Vissel Kobe · Japó | 2020          | 1a            | 26      | 4     | 6      | 1                | -                | -                | 7                 | 2                 | 3                 | 1             | -             | 1             | 35        | 6         | 10        |
| Vissel Kobe · Japó | Total club    | Total club    | 63      | 13    | 15     | 4                | 1                | 0                | 7                 | 2                 | 3                 | 1             | 0             | 1             | 75        | 16        | 19        |
| Total carrera | Total carrera | Total carrera | 559     | 53    | 102    | 77               | 11               | 15               | 142               | 13                | 34                | 25            | 1             | 7             | 803       | 78        | 158       |
| (1) Inclou dades de Copa del Rei (2002-2018), Copa Emperador (2018-2019) i Copa J. League (2020). En cas d'equip filial es refereix a partitss de play-off d'ascens. (2) Inclou dades de Lliga Europa de la UEFA (2003-04), Lliga de Campions de la UEFA (2002-2018) i Lliga de Campions de l'AFC (2020). (3) Inclou dades de Supercopa d'Espanya, Supercopa d'Europa, Mundial de Clubs i Supercopa del Japó. (4) No inclou dades de partits amistosos. |               |               |         |       |        |                  |                  |                  |                   |                   |                   |               |               |               |           |           |           |

### Selecció
A final de carrera esportiva
| Selecció | Temporada     | Europeu | Europeu | Europeu | Mundial(1) | Mundial(1) | Mundial(1) | Amistosos | Amistosos | Amistosos | Total(2) | Total(2) | Total(2) | Mitja golejadora |
| Selecció | Temporada     | Partits | Gols    | Assist  | Partits    | Gols       | Assist     | Partits   | Gols      | Assist    | Partits  | Gols     | Assist   | Mitja golejadora |
| --- | ------------- | ------- | ------- | ------- | ---------- | ---------- | ---------- | --------- | --------- | --------- | -------- | -------- | -------- | ---------------- |
| Sub-16 · Espanya | 2001          | 4       | -       | -       | -          | -          | -          | -         | -         | -         | 4        | 0        | 0        | 0,00             |
| Sub-16 · Espanya | Total sel.    | 4       | 0       | 0       | 0          | 0          | 0          | 0         | 0         | 0         | 4        | 0        | 0        | 0,00             |
| Sub-17 · Espanya | 2001          | -       | -       | -       | 3          | -          | -          | 1         | -         | -         | 4        | 0        | 0        | 0,0              |
| Sub-17 · Espanya | Total sel.    | 0       | 0       | 0       | 3          | 0          | 0          | 1         | 0         | 0         | 4        | 0        | 0        | 0,00             |
| Sub-19 · Espanya | 2002          | 4       | 1       | 3       | -          | -          | -          | 3         | -         | -         | 7        | 1        | 3        | 0,14             |
| Sub-19 · Espanya | Total sel.    | 4       | 1       | 3       | 0          | 0          | 0          | 3         | 0         | 0         | 7        | 1        | 3        | 0,14             |
| Sub-20 · Espanya | 1999          | -       | -       | -       | 7          | 3          | 0          | -         | -         | -         | 7        | 3        | 0        | 0,42             |
| Sub-20 · Espanya | Total sel.    | 0       | 0       | 0       | 7          | 3          | 0          | 0         | 0         | 0         | 7        | 3        | 0        | 0,42             |
| Sub-21 · Espanya | 2004-05       | 4       | 1       | -       | -          | -          | -          | -         | -         | -         | 4        | 1        | 0        | 0,25             |
| Sub-21 · Espanya | 2005-06       | 14      | 5       | -       | -          | -          | -          | -         | -         | -         | 14       | 5        | 0        | 0,35             |
| Sub-21 · Espanya | Total sel.    | 18      | 6       | 0       | 0          | 0          | 0          | 0         | 0         | 0         | 18       | 6        | 0        | 0,33             |
| Absoluta · Espanya | 2006          | 2       | -       | -       | 1          | -          | -          | 5         | -         | 1         | 8        | 0        | 1        | 0,00             |
| Absoluta · Espanya | 2007          | 8       | 3       | 2       | -          | -          | -          | 4         | 1         | -         | 12       | 4        | 2        | 0,33             |
| Absoluta · Espanya | 2008          | 6       | -       | 2       | 4          | 1          | 2          | 4         | -         | -         | 14       | 1        | 4        | 0,07             |
| Absoluta · Espanya | 2009          | -       | -       | -       | 2          | -          | -          | 3         | -         | 1         | 5        | 0        | 1        | 0,00             |
| Absoluta · Espanya | 2010          | 3       | 1       | 1       | 6          | 2          | -          | 6         | -         | 3         | 15       | 3        | 4        | 0,20             |
| Absoluta · Espanya | 2011          | 2       | -       | 2       | -          | -          | -          | 7         | 1         | 1         | 9        | 1        | 3        | 0,11             |
| Absoluta · Espanya | 2012          | 6       | -       | 2       | 3          | -          | -          | 5         | 1         | 3         | 14       | 1        | 5        | 0,07             |
| Absoluta · Espanya | 2013          | -       | -       | -       | 10         | -          | 2          | 6         | -         | -         | 16       | 0        | 2        | 0,00             |
| Absoluta · Espanya | 2014          | 2       | -       | -       | 3          | -          | 1          | 3         | 1         | -         | 8        | 1        | 1        | 0,12             |
| Absoluta · Espanya | 2015          | 3       | 1       | -       | -          | -          | -          | 2         | -         | -         | 5        | 1        | 0        | 0,20             |
| Absoluta · Espanya | 2016          | 4       | -       | 1       | 2          | -          | -          | 2         | -         | -         | 8        | 0        | 1        | 0,00             |
| Absoluta · Espanya | 2017          | -       | -       | -       | 4          | -          | 2          | 4         | 1         | -         | 8        | 1        | 2        | 0,12             |
| Absoluta · Espanya | 2018          | -       | -       | -       | 4          | -          | 2          | 4         | -         | 1         | 8        | 0        | 3        | 0,00             |
| Absoluta · Espanya | Total sel.    | 36      | 5       | 10      | 39         | 3          | 9          | 56        | 5         | 10        | 130      | 13       | 29       | 0,09             |
| Total carrera | Total carrera | 62      | 12      | 13      | 49         | 6          | 9          | 59        | 5         | 10        | 169      | 23       | 32       | 0,15             |
| (1) En el cas de la selecció absoluta inclou també els partits de la Copa FIFA Confederacions (2) Inclou els partits de les fases de classificació d'Europeus i Mundials |               |         |         |         |            |            |            |           |           |           |          |          |          |                  |